# Hiperolbrzym

Porównanie rozmiarów Słońca i hiperolbrzyma VY Canis Majoris, jednej z największych znanych gwiazd

Hiperolbrzymy – najjaśniejsze i największe gwiazdy mające klasę jasności 0. Są niezwykle rzadkie. Najbliższy Ziemi hiperolbrzym to VV Cephei, odległy od Ziemi o około 3000 lat świetlnych. Hiperolbrzymy są nawet ponad 100 razy masywniejsze od Słońca i tysiące razy jaśniejsze od niego. Średnice niektórych hiperolbrzymów są porównywalne ze średnicą orbity Saturna. Gwiazdy te żyją bardzo krótko, około miliona lat.
Przykładami hiperolbrzymów są:
- Eta Carinae, odległa o 8000 lat świetlnych, około 120 razy masywniejsza od Słońca, 5 milionów razy jaśniejsza od niego, ma około miliard km średnicy.
- Gwiazda Pistolet (Pistol Star), 1,7 mln razy jaśniejsza od Słońca.
- LBV 1806-20, odległa o ok. 45 000 lat świetlnych, około 150 razy masywniejsza od Słońca, 40 milionów razy jaśniejsza od niego.
- VY Canis Majoris, odległa ok. 5000 lat świetlnych, ma ok. 1.976 miliardy km średnicy[1].
- S Doradus, najjaśniejsza gwiazda w Wielkim Obłoku Magellana.
- R136a1, najjaśniejsza gwiazda po LBV 1806-20, jest ok. 30 razy większa i 8710000 jaśniejsza od Słońca.